# Château d'Allerey
 (octobre 2017).
Si vous disposez d'ouvrages ou d'articles de référence ou si vous connaissez des sites web de qualité traitant du thème abordé ici, merci de compléter l'article en donnant les références utiles à sa vérifiabilité et en les liant à la section « Notes et références ».
Le château d'Allerey est situé sur la commune d'Allerey-sur-Saône dans le département de Saône-et-Loire, en France.

## Description
Le château, précédé d'une belle allée d'arbres dont les frondaisons dissimulent des communs, se compose d'un corps central flanqué dans le même alignement de deux ailes elles-mêmes flanquées de pavillons.
Le château, propriété privée, ne se visite pas.

## Historique
- XIIIe siècle : forteresse.

Armes des Maistre

- 1318 : le château passe à Hugues de Mailly lorsqu'il épouse Béatrice d'Allerey.
- 1444 : il appartient à Jean de Lugny
- 1636 : il est brûlé par les Croates.
- XVIIe siècle : il appartient à Denis Languet.
- XVIIIe siècle : il est rebâti par Pierre Espiard-Humbert d'Allerey.
- Vers 1830 : le château subit d'importantes transformations.
- Depuis 1879 : le château appartient à la famille de Maistre

Le château ainsi que la terrasse, les communs, le portail et l'allée ont été inscrits aux monuments historiques le  27 octobre 2008.